# Lycosa articulata
Lycosa articulata là một loài nhện trong họ Lycosidae.
Loài này thuộc chi Lycosa. Lycosa articulata được Costa miêu tả năm 1875.